# Замок Еггерінггаузен
За́мок Еггерінгга́узен (нім. Schloss Eggeringhausen) — замок у Німеччині, Північній Рейн-Вестфалії, громада Анрехте, районі Мелльріх. Має три крила з квадратними кутовими вежами. Перед замком розміщено парк в англійському стилі і стайні. До замку можна потрапити через міст. Вперше згадується в джерелах 1181 року. Належав лицарям фон Мельдерке. 1483 року проданий Готтгарду фон Кеттлер з Рейхена, дідові герцога Готтгарда Кеттлера. 1603 року перекуплений графом Йоганном фон Остфрісладом. 1660 року графиня Анна-Катерина з Зальм-Райфершільда збудувала замок на воді, що стоїть досі. 1829 року барон Фрідріх фон Фюрстенберг викупив замок у князя Алоїза фон Кауніц-Рітенберга. Відтоді належить родині Фюрстенберг.